# Katherine Conolly
Pour les articles homonymes, voir Conolly.
Katherine Conolly (vers 1662 - 1752) est une hôtesse politique, propriétaire et philanthrope irlandaise.

## Biographie
Katherine Conolly est née Katherine Conyngham vers 1662. Ses parents sont sir Albert Conyngham et Margaret Leslie. Elle est l'aînée d'une famille de dix enfants, l'un de ses frères est le soldat et député Henry Conyngham. Son grand-père maternel est Henry Leslie.
Elle épouse William Conolly en 1694, un porte-parole de la chambre des communes irlandaise et prétendument l'homme le plus riche d'Irlande. Il s'agit probablement d'un mariage d'amour. Le couple utilise sa dot de £2 300 pour acheter leur première propriété dans le comté de Meath. Grâce à ses connexions, son mari a été en mesure de s'allier avec les familles protestantes les plus influentes comme les Godets, Montgomerys et Leslies. C'est comme hôtesse politique qu'elle devient connue, obtenant une mention dans une ballade détaillant les élections de Westmeath de 1723.

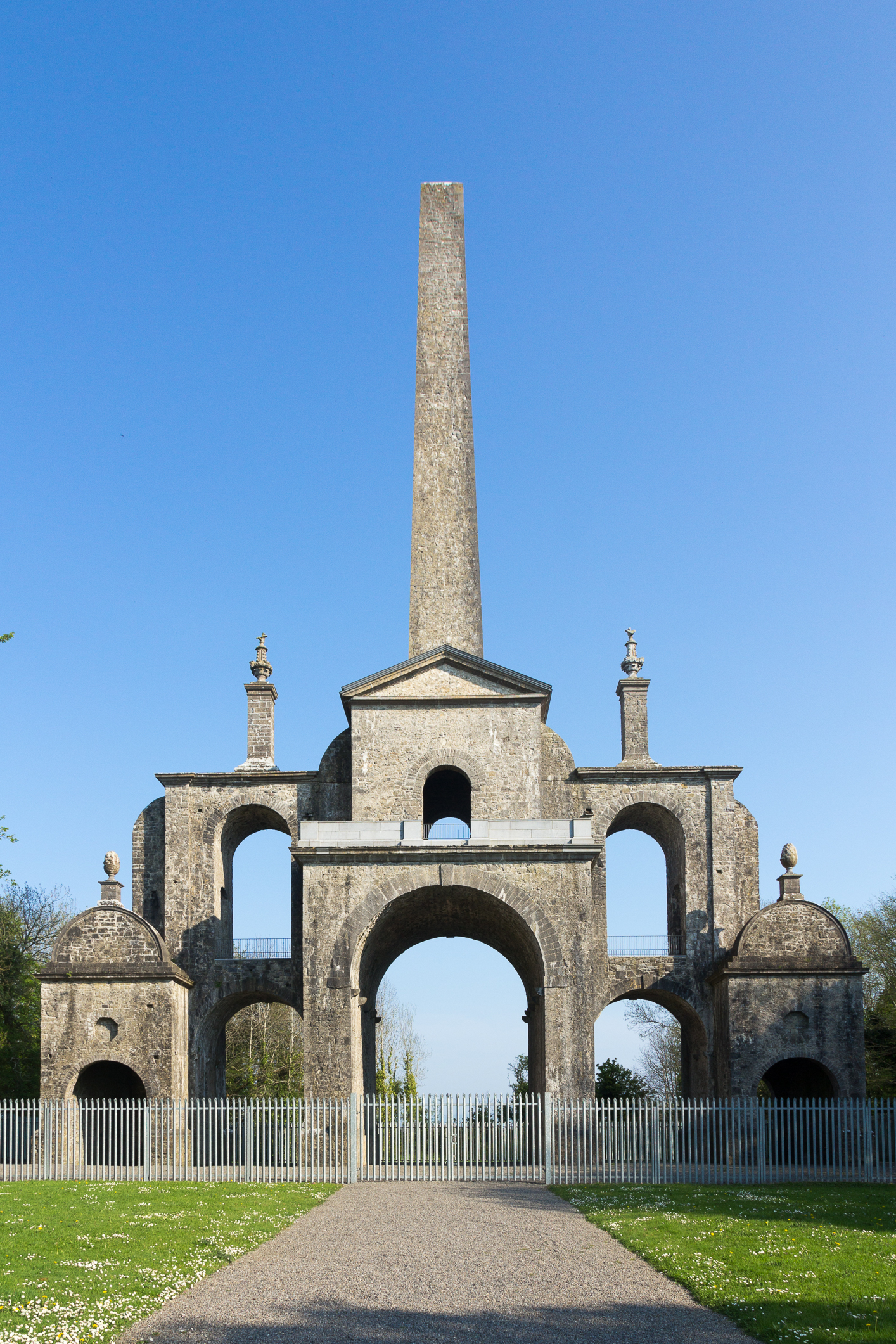
Folie de Conolly

À la mort de son mari, en 1729, elle hérite des propriétés au Pays de Galles, ainsi que dans les comtés de Meath, Roscommon, Westmeath et de Kildare. Elle continue à avoir de l'influence dans les affaires publiques irlandaises, elle est en effet régulièrement consultée. Vivant à Capel Street à Dublin et à Castletown House, dans le comté de Kildare, elle divertit un grand cercle d'amis. Elle a suivi les plans de son mari pour construire la Collegiate School à Celbridge, entre 1733 à 1737, puis a soutenu l'école de £50 chaque année. Elle commande un monument à Thomas Carter, à la mémoire de son mari pour l'église de Kildrought à Celbridge. Elle commande aussi la folie de Conolly en 1740 et The Wonderful Barn en 1743 pour générer de l'emploi dans la région,.
Conolly meurt à Castletown House, le 23 septembre 1752. Un portrait d'elle par Charles Jervas se trouve toujours là-bas. En apprenant sa mort, Mary Delany dit : « C'est une perte générale. Sa table était ouverte à tous ses amis de tous rangs et sa bourse aux pauvres… elle était intelligente et elle écrivait ses propres lettres… elle était une femme plaine et vulgaire à sa manière, mais avait de très précieuses qualités. »